# Großsteingrab Gerdau
Das Großsteingrab Gerdau war eine megalithische Grabanlage der jungsteinzeitlichen Trichterbecherkultur bei Gerdau im Landkreis Uelzen (Niedersachsen). Es wurde im 19. Jahrhundert zerstört. Das Grab befand sich nördlich des Ortes auf der Westseite eines Feldwegs. Unmittelbar westlich lag ein Grabhügel, etwas weiter nordwestlich bei Groß Süstedt ein zweiter. Das Großsteingrab wurde in den 1840er Jahren durch Georg Otto Carl von Estorff dokumentiert, war aber bereits damals zerstört und konnte deshalb nicht näher beschrieben werden. Über Ausrichtung, Maße und Grabtyp liegen keine Informationen vor. Aus der Kartensignatur geht lediglich hervor, dass es ein rechteckiges Hünenbett besaß.